# Йонге, Жан Батист де
Жан-Батист де Йонге (8 января 1785 — 14 октября 1844) — бельгийский художник-пейзажист.

## Биография
Родился в Кортрейке. Первые уроки получил в Академии Кортрейка, где он учился в течение двух лет. Его учителем по рисованию был скульптор Питер Ван Рейбл. Затем он обучался в Академии изящных искусств Антверпена, где его преподавателем был художник-анималист и пейзажист Бальтазар Паувель Оммеганк. Предпринял путешествие, традиционное для молодых образованных европейцев 18-19 веков. Посетил Нидерланды, Францию и Англию. Он участвовал в различных художественных конкурсах в Северной Франции и Бельгии. В конце концов поселился в Брюсселе, где у него появились ученики и последователи, такие как Жан Батист Давелоос и Луис-Пьер Верви. При жизни мастера его работы выставлялись в Париже, Лионе, Брюсселе, Амстердаме, Гааге, Вене, за них он получил многочисленные медали. Умер в Антверпене.

## Лучшие работы по музеям
Сегодня картины Йонге находятся в:
- Environs of Tournai (Музей Брюсселя).
- Stream with Cattle (Гентская Академия).
- View near Courtrai (Гентская Академия).
- Interior of a Farm (Гарлемский музей).
- Travellers Resting (Гарлемский музей).
- Flock of Sheep; sandy road (Музей Турнаи).